# Julius Kariuki
Julius Kariuki (Kenia, 12 de junio de 1961) es un atleta keniano retirado, especializado en la prueba de 3000 m obstáculos en la que llegó a ser campeón olímpico en 1988.

## Carrera deportiva
En los JJ. OO. de Seúl 1988 ganó la medalla de oro en los 3000 m obstáculos, con un tiempo de 8:05.51 segundos que fue récord olímpico, por delante de su compatriota Peter Koech y el británico Mark Rowland.